# Leendert Brummel
Leendert Brummel (Arnhem, 10 augustus 1897 – Den Haag, 1 februari 1976) was een Nederlands bibliothecaris.
Brummel promoveerde in 1925 in Leiden in de Letteren op het proefschrift Frans Hemsterhuis. Een philosofenleven. Hij was bibliothecaris van de Koninklijke Nederlandse Akademie van Wetenschappen van 1926 tot 1927. Vanaf 1927 was Brummel verbonden aan de Koninklijke Bibliotheek te Den Haag, eerst als wetenschappelijk assistent, en van 1937 tot 1962 als de bibliothecaris (directeur). Hij werd opgevolgd door Kees Reedijk.
Van 1960 tot en met 1967 was hij voor de Nederlandse vereniging van Bibliothecarissen bijzonder hoogleraar in de bibliotheekwetenschap aan de Universiteit van Amsterdam. Hij was internationaal bekend door zijn werk op de gebieden van de bibliotheekgeschiedenis en de organisatie van bibliotheken, gebieden waar hij ook enkele boeken over publiceerde.